# Casa de Eternidad (Antiguo Egipto)
En el antiguo Egipto, el concepto casa de la eternidad se refiere a una tumba que, en un principio, estaba formada principalmente por fosas, pozos funerarios o ladrillos de adobe y, posteriormente, se excavaba en la roca o se construía en campo abierto. Los lugares de enterramiento hechos de piedra eran un "signo de inmortalidad", debido a la larga durabilidad de la piedra. Este era un método de construcción ideal que solo podían pagar unos pocos egipcios antiguos, debido a su alto coste. En la mitología egipcia antigua, la construcción de una tumba monumental durante la propia vida representaba la forma más intensa de conexión entre la vida y el concepto de vivir en la otra vida.
La casa de la eternidad era "un lugar para encontrarse consigo mismo" para el propietario de la tumba y contenía decoraciones que retrataban la semejanza del propietario y las etapas de su vida. El propietario se inmortalizaba con su retrato en las paredes de la tumba, junto con las inscripciones, para resucitarlo en "una nueva vida en tiempos posteriores". El propietario de la tumba describía su "vida completa" en previsión de su muerte, que según sus creencias, debía sustraerse a la representación del olvido y la fugacidad en esta forma.
El propietario de la tumba esperaba que, a través de una conducta moral inmaculada, se encontrara con su Ka en la otra vida. La casa de la eternidad era el lugar que permitía al dueño de la tumba continuar inmutable, en la 'vida eterna' (el tiempo eterno dyet). Dicho esto, los antiguos egipcios comenzaron a realizar celebraciones anuales importantes en la casa de la eternidad.

## Conexiones mitológicas y concepciones del tiempo

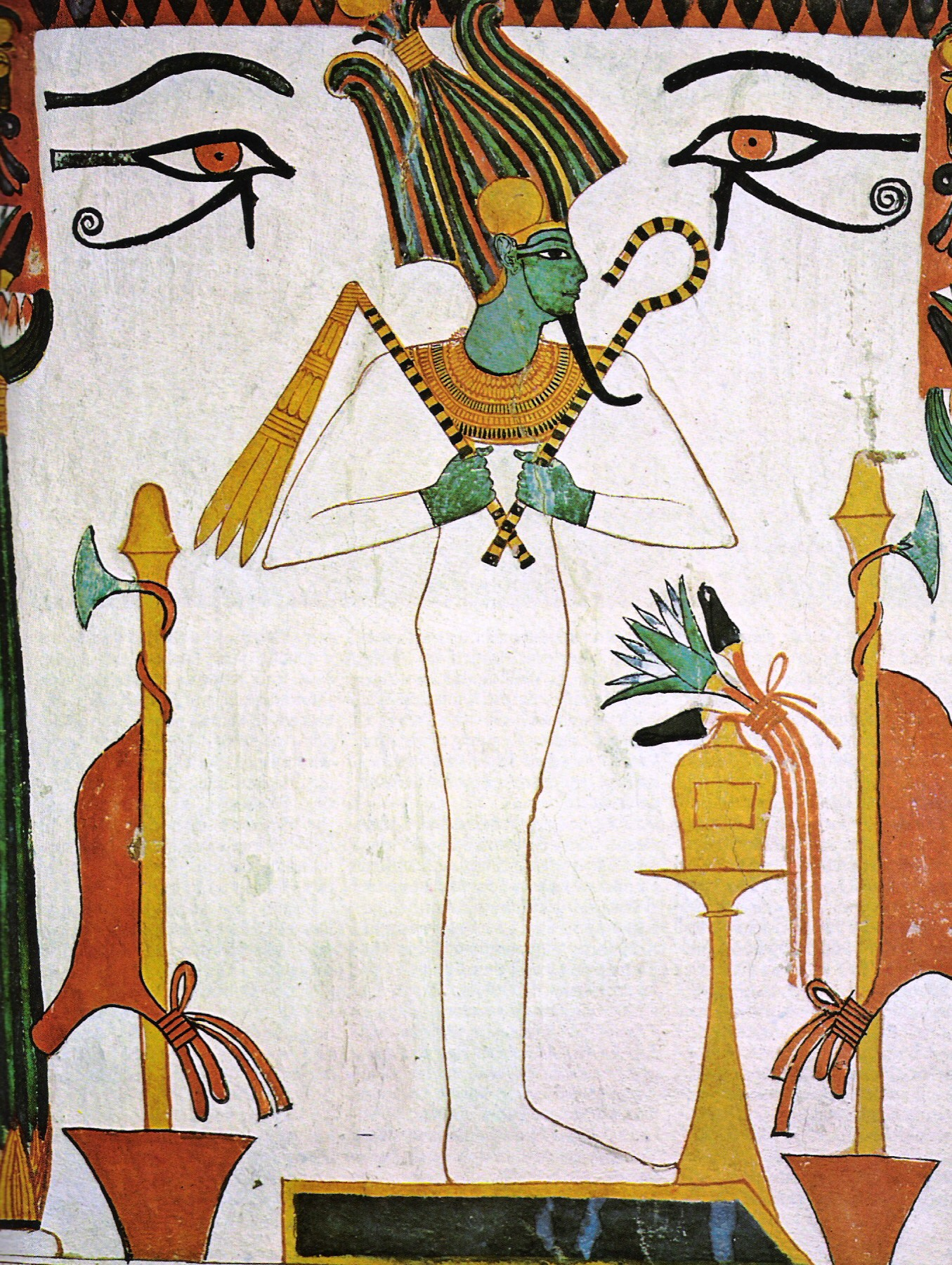
Osiris como el Gobernante del Más Allá (Tumba de Sennedjem, dinastía XIX).

Los antiguos egipcios creían que la vida en el mundo mortal era corta en comparación con la eternidad en el Más Allá. Los egipcios utilizaban dos concepciones del tiempo con dos términos para designar 'el ciclo eterno de la vida en la tierra' ('neheh' - nḥḥ) y 'la vida en la eternidad del reino de los muertos' ('djet' - "dyet" - ḏt). Donde 'neheh' es el tiempo cíclico y significa el período de tiempo en el que algo existe, se renueva y se repite. 'Djet' ("dyet") es lo permanente, lo que ya ha sucedido, y se refiere al futuro en el que la vida terrenal habrá terminado y todo lo logrado en la vida vive durante un tiempo indefinido en la Duat.
El dios del sol Ra era la manifestación del tiempo 'neheh', ya que Ra 'se renovaba cada noche' y era 'renacido una y otra vez' con el amanecer de cada día por la diosa del cielo Nut. Contrariamente a esto, Osiris, como dios de los muertos, era el sinónimo del tiempo 'djet', que en su manifestación como momia también llevaba en este contexto el epíteto de: 'el que sigue siendo perfecto'. En este sentido, neheh, el tiempo de Ra, es el renacimiento, y djet, el tiempo de Osiris, es el recuerdo.
Los 'objetivos de la vida' de los antiguos egipcios representaban la continuación eterna en el 'Reino de Osiris', para lo cual, el embalsamamiento, la momificación y la aprobación del juicio de los muertos eran necesarios para los que habían muerto. Una vida vivida en perfección moral simbolizaba "el bien", y se le permitía pasar al Más Allá y, por tanto, al tiempo djet después de ser "verificado positivamente por el tribunal de los muertos". La casa de la eternidad también funcionaba como "tribunal de justicia y sala de momificación", y estaba construida según los principios de la diosa Maat.

## La casa de la eternidad como el 'libro de la vida'

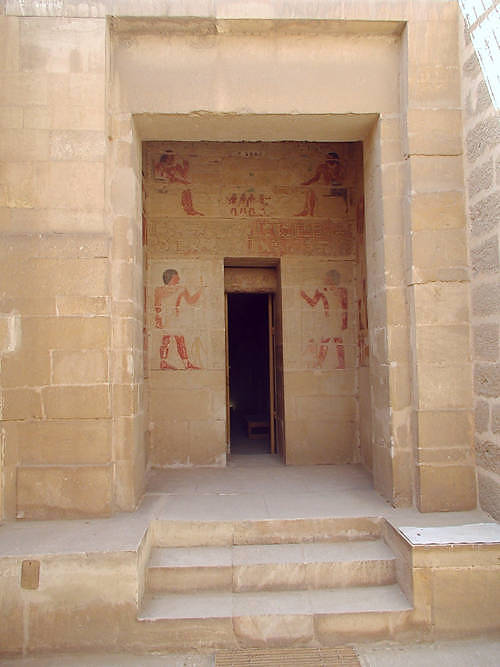
Entrada de piedra a la tumba desde el patio interior perteneciente a Jnumhotep y Nianjjnum (Saqqara, quinta dinastía).

Los antiguos egipcios llevaban sus vidas desde el nacimiento en preparación para la muerte posterior. Los funcionarios con buenos ingresos y las personas que trabajaban en los cultos del templo comenzaron a planificar su propia casa de la eternidad al entrar en la vida laboral. Los fondos de reserva, construidos con sus ingresos, se utilizaron para la expansión gradual de sus tumbas. Después de colocar la primera piedra, siguieron las inscripciones que contaban las etapas de la vida. La tradición de la antigua casa egipcia de la eternidad tenía sus raíces en el "pensamiento orientado a resultados", que se basaba en la cultura pasada y no tenía margen para la innovación a nivel religioso.
Al contrario del progreso espiritualmente innovador, que tomó en consideración las experiencias de la vida y el curso posterior de adaptarse continuamente a nuevas circunstancias, los egipcios vieron la vida personal hasta la muerte como un resultado perfecto para la preparación de la otra vida; en el que se repetirían las acciones completadas en la tierra. Las acciones 'repetidas' tenían su fundamento espiritual en el culto a los muertos, que prescribía vivir una vida moralmente perfecta. Tras los 'logros exitosos de las tareas de la vida', la recompensa que nos llamó después de la muerte fue el 'cruce a la tierra santa'. El punto de partida para cruzar a Duat fue la casa de la eternidad. Por tanto, la construcción y orientación de la tumba fue el proyecto más importante en la vida de un antiguo egipcio.
La casa de la eternidad consistía en la esperanza de la inmortalidad después de la muerte. El dueño de la tumba se preguntó a sí mismo, en este contexto, la dolorosa pregunta de si estaban llevando una vida digna. La tumba funcionaba como un espejo, que mostraba al dueño de la tumba su vida a la luz del día.

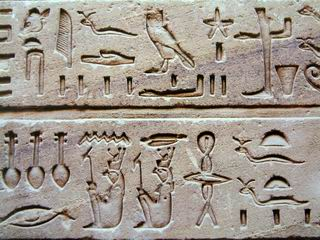
Jeroglíficos de la dinastía ptolemaica en el templo de Kom Ombo.

Existe una estrecha conexión entre la casa de la eternidad y los antiguos jeroglíficos egipcios. El diseño dentro de una tumba se convirtió en un diseño de construcción fijo, durante mil años. Los jeroglíficos estaban vinculados principalmente a la casa de la eternidad y, por lo tanto, solo había una diferencia marginal en su apariencia. Así como la casa de la eternidad fue hecha para durar una eternidad, también lo fueron los jeroglíficos. Incluso el "antiguo egipcio de la dinastía XXV " educado debería poder leer y comprender las inscripciones de las tumbas de sus "antepasados de la primera dinastía".
La casa de la eternidad funcionaba según la comprensión del antiguo Egipto como un "libro de la vida", que el propietario de la tumba escribió en su papel de autor. La tumba y los jeroglíficos se unieron como una 'obra de arte', que sirvió como modelo para las futuras 'casas de la eternidad' de generación en generación. Los jeroglíficos y la casa de la eternidad se basaron en la base de la "memoria cultural". Los viejos sistemas se santificaron, lo que evitó la alienación de su propia cultura funeraria. La conservación de las antiguas tradiciones no se puede comparar con la "incapacidad para un mayor desarrollo", pero es una expresión del deseo de inmortalidad de los antiguos egipcios. Un libro de sabiduría de la dinastía XIX dice:

Han fallecido y han cumplido su vida; todos sus coetáneos han caído en el olvido ... Sin embargo, crearon libros como herencia y enseñanzas escritas ... Hicieron sus puertas y capillas; han desaparecido. Sus sacerdotes funerarios ausentes, y sus altares cubiertos de tierra ... y sus nombres olvidados, ya que es el libro que mantiene vivo su memoria.
Extractos del Libro de la Sabiduría

## Celebración en la casa de la eternidad

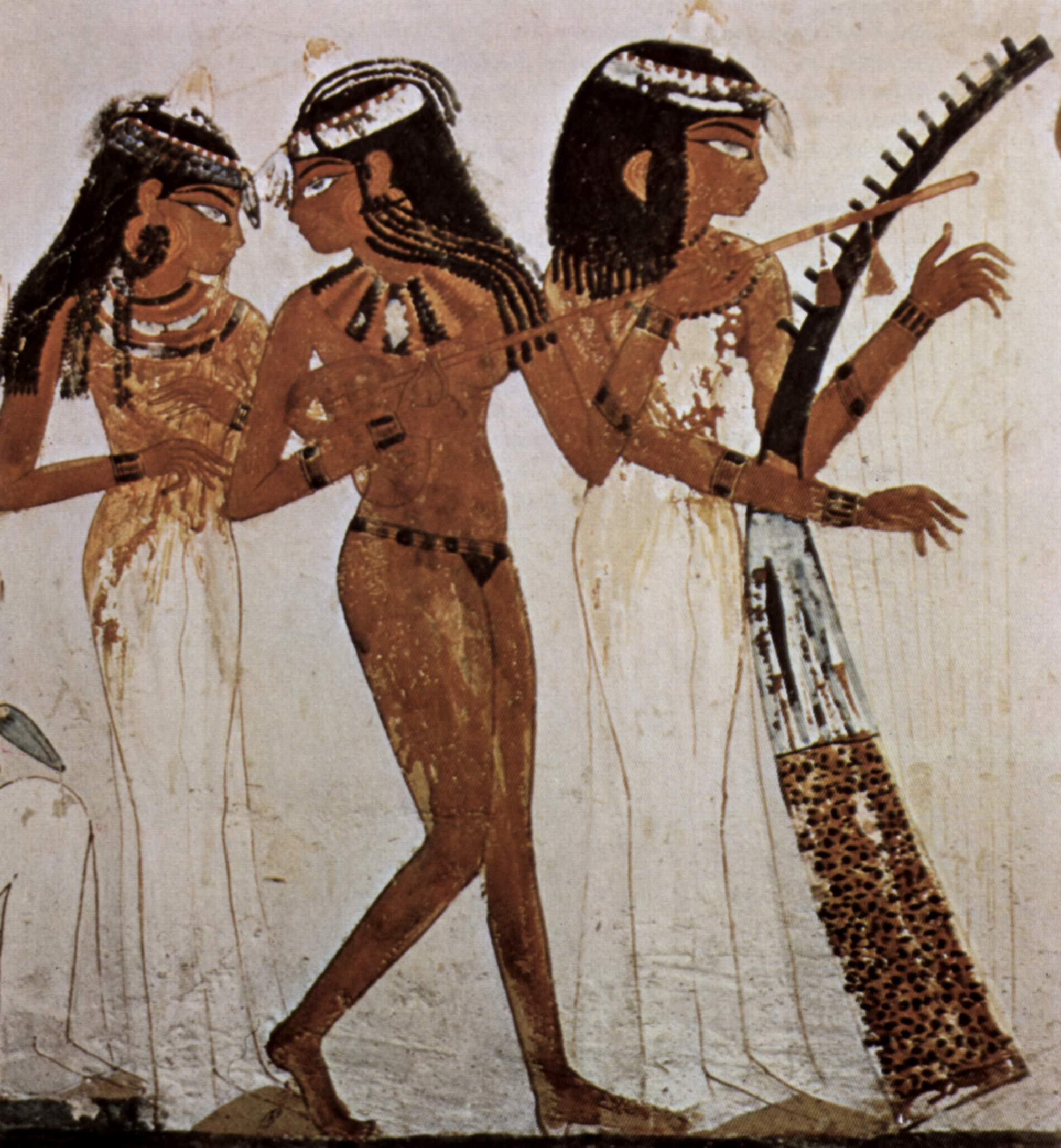
Músicos en el Festival del Valle(Tumba TT52, XVIII Dinastía)

Las celebraciones en la casa de la eternidad ya se estaban llevando a cabo en la época del Reino Antiguo, en el que el propietario de la tumba estaba rodeado por sus amigos y familiares. El culto asociado a los muertos se había formado por completo en la época de la Quinta Dinastía. Los sacrificios y otras ofrendas del templo se llevaban a la casa de la eternidad para las fiestas más importantes del año. En esta época, hubo una fiesta en honor al dueño de la tumba y para varias deidades, que fue seguida por música y baile. El colapso del Reino Antiguo está relacionado con una adición religiosa al culto a los muertos en el Reino Medio de Egipto. Con la incorporación de la Duat, se creó por escrito una nueva visión del mundo en tres niveles, con el 'acceso a la otra vida de los cielos y la Duat' mediante la preparación del culto no soberano de los muertos, entre otros ; y los nuevos textos de ataúdes cada vez más utilizados.
La 'fiesta funeraria anterior de la élite' comenzó a llegar a una audiencia más amplia con la introducción del Libro de los Muertos, durante el Nuevo Reino de Egipto. El Festival Hermoso del Valle se destaca especialmente durante esta época. Este festival que tuvo lugar en la casa de la eternidad se desarrolló durante la dinastía XVIII y se convirtió en una fiesta exuberante que incluía baile y bebida. Una estatua o símbolo ya no estaba en el centro personificando la vida posterior del dueño de la tumba en la Duat, sino principalmente como una "ofrenda de sacrificio permanente y un recipiente de consagración en vida". Durante el reinado de Akenatón, en el que se fundó el culto de Atón, las celebraciones en la casa de la eternidad se suspendieron temporalmente. Con el inicio de la Dinastía XIX, las estructuras tradicionales anteriores volvieron a estar a la vanguardia, lo que eliminó el esplendor de las frivolidades durante la Dinastía XVIII; y los reemplazó con rituales serios.

## Casas de la eternidad

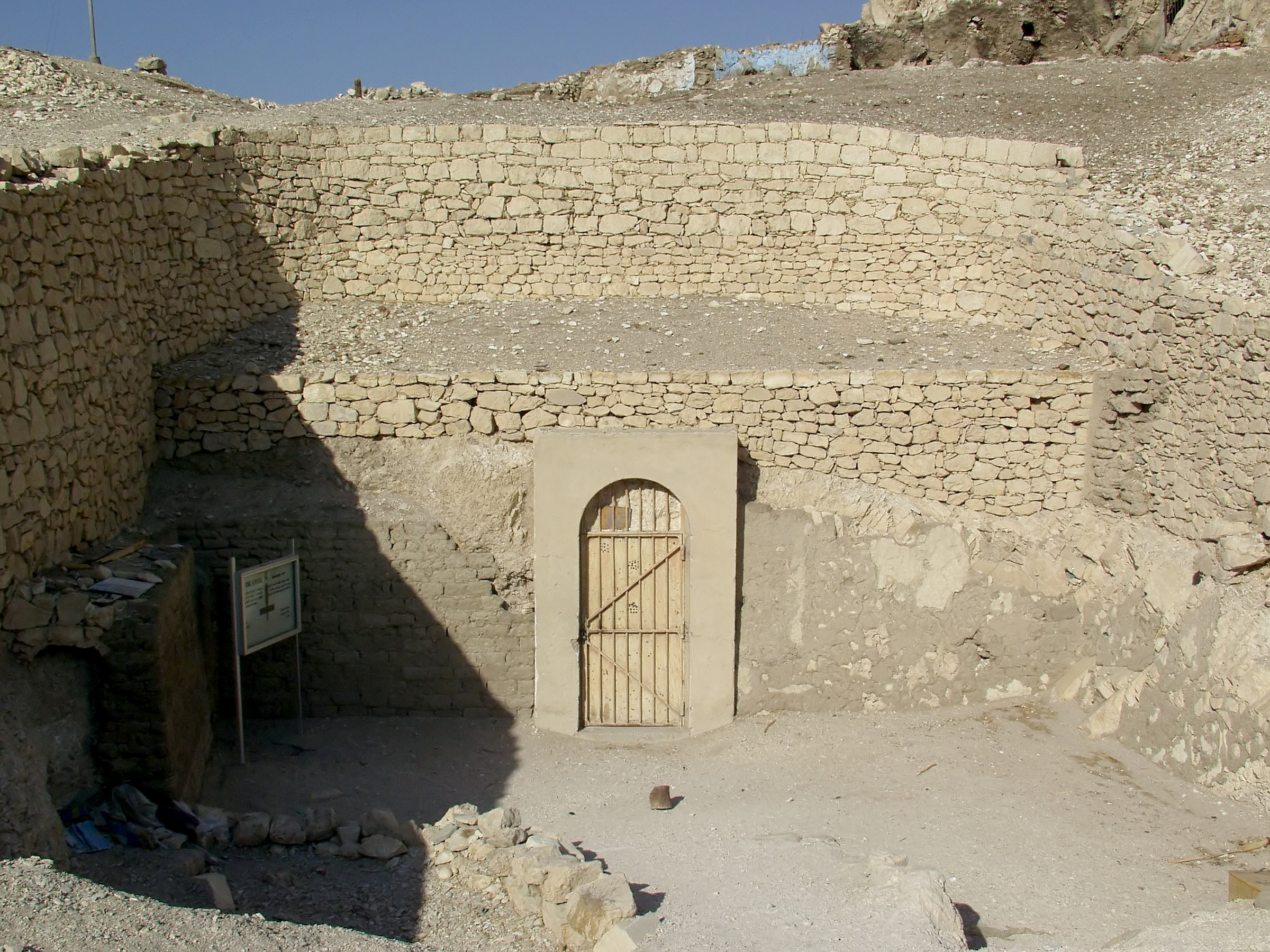
Entrada a la Tumba de Menna (TT69) (XVIII dinastía)

Solo se han conservado algunas citas de la obra Aegyptiaca ("Historia de Egipto") del historiador griego Hecateo de Abdera, que trabajó en Alejandría del 320 al 305 a. C. a principios del periodo ptolemaico. En ella se informaba sobre la vida de los egipcios. Sobre todo, la descripción de la región del Nilo en el primer libro de la historia universal de Diodoro Sículo se basa esencialmente en Hecateo. Una de sus citas se refiere a las Casas de la Eternidad:

Los lugareños dan muy poco valor al tiempo dedicado a la vida. Llaman a las viviendas de los vivos "tugurio" porque solo vivimos en ellas por poco tiempo. Por otro lado, ponen el mayor énfasis en el tiempo tras la muerte, durante el cual el recuerdo de la virtud los preservará. Se refieren a las tumbas de los difuntos como "casas eternas" porque pasaron un tiempo infinito en el Hades. En consecuencia, no piensan mucho en equipar sus casas, mientras que ningún gasto les parece demasiado elevado para las tumbas.
Hecateo de Abdera, citado por Diodoro Sículo, Bibl. Hist. I 51

Las observaciones de Hecateo de Abdera reflejaron la situación real en el antiguo Egipto. Las casas de los egipcios, al igual que los palacios de los reyes, se construyeron con ladrillos de marga secada al aire, ya que era el material de construcción más fácil y barato para trabajar. Mientras que las 'casas de la eternidad' se construyeron, como un templo, con losas de piedra o tumbas excavadas en la roca.

### Mastabas

Construcción de una mastaba típica.

La mastaba es un tipo de estructura de tumba que lleva el nombre de la palabra árabe-egipcia para "banco de piedra". En cuanto a la historia del arte, las mastabas son parte de una línea evolutiva que se inició con las tumbas de la élite del período dinástico temprano, que condujo a la construcción de pirámides en contextos reales; y terminó al final de la Duodécima Dinastía en contextos privados.
El funeral tuvo lugar debajo del edificio, en una cámara al final de un pozo. Las mastabas de los cortesanos inferiores solían ser bastante simples en comparación y no tenían una fachada de nicho. Al final del Antiguo Reino de Egipto, la forma clásica de mastaba ya no es una estructura convencional. La decoración se reduce en su mayoría a una puerta falsa, mientras que la tumba se fue decorando gradualmente.

### Pirámides

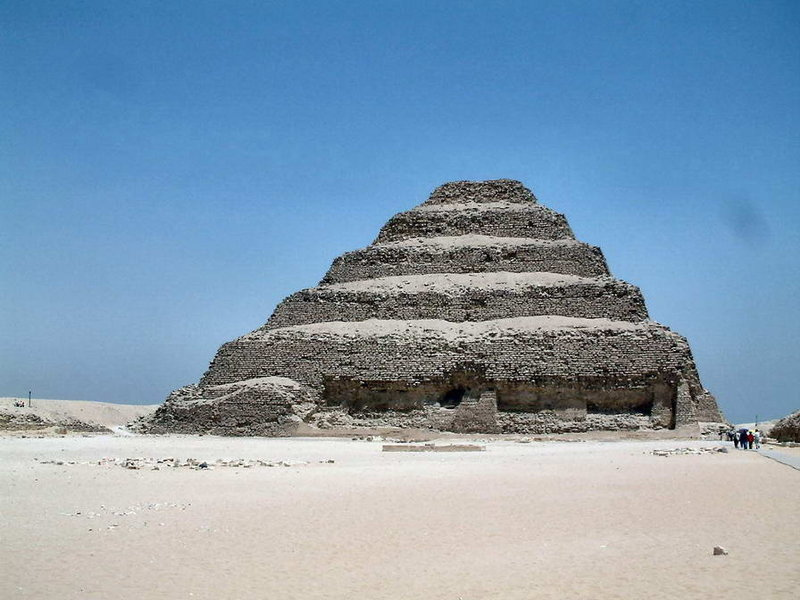
Pirámide de Zoser

Las pirámides egipcias son un desarrollo posterior de Nu, que se encuentran en las tumbas reales en Abydos, Egipto. También se incorporó la forma de colina de las mastabas en Saqqara. A partir de la Tercera Dinastía, las pirámides sirvieron como cementerio del Rey, que se desarrolló como una síntesis de los diversos componentes del Alto Egipto y Bajo Egipto de la tumba y el distrito del valle. Los elementos de las tumbas y las instalaciones se encuentran nuevamente en Saqqara. Se dice que el gran recinto de Saqqara (Gisr el-Mudir) sirvió como un equivalente de piedra de los distritos del valle de Abydos, como modelo para el recinto del distrito piramidal, así como las tumbas de galería en forma de cuña del Segundo Dinastía, en Saqqara.
La construcción de la Pirámide de Zoser creó una nueva apariencia visual para la casa de la eternidad, que se decía que había permitido al Rey o Reina fallecido ascender a un 'equivalente humano del sol', un rango a la par con el dios del sol Horus. . Esta nueva filosofía de los reyes se puede ver junto con el tamaño cada vez mayor de las pirámides posteriores. Las paredes interiores de estas construcciones tenían decoraciones en relieve, como las de la Pirámide de Djoser, pero no estuvieron decoradas hasta el final de la Quinta Dinastía . Los caminos a las cámaras de la tumba eran a través de túneles dentro de la pirámide.

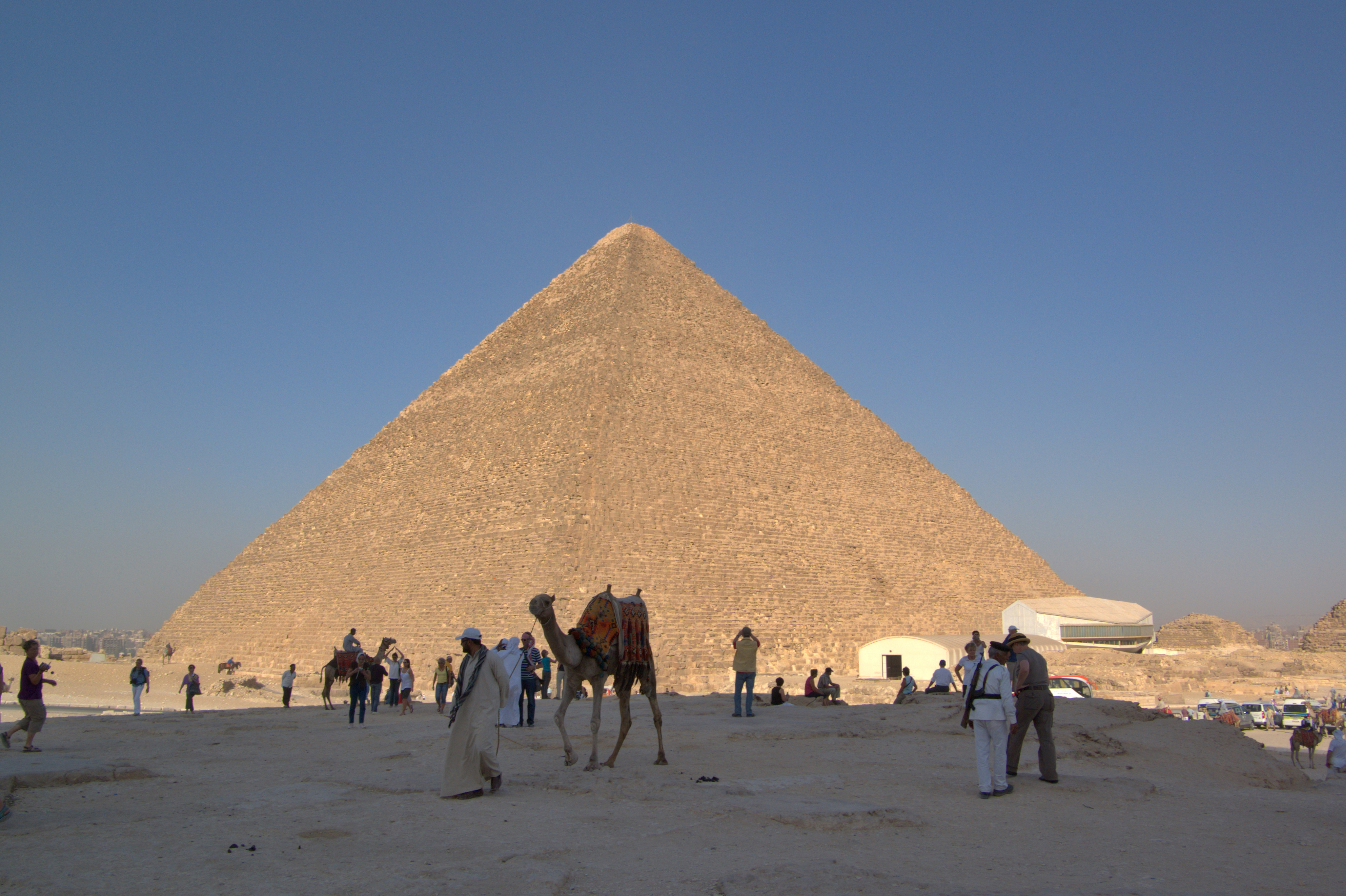
La gran pirámide de Giza

Si los Reyes se veían a sí mismos como Horus en la Tierra hasta la Tercera Dinastía, entonces se consideraban 'hijos de Ra', con la salida del sol asociada con el dios Ra desde la época del Rey Djedefre, Cuarta Dinastía. El cambio jerárquico llevó a una reducción del tamaño de las pirámides. La obra literaria, la Instrucción de Hardjedef, que se refiere a las tumbas del Reino Antiguo como casas de la eternidad, ahora solo existe en fragmentos. Debido al idioma, la obra claramente se puede fechar en el Reino Medio. Comienza con la cita:

Haz que su hogar en occidente sea espléndido y amuebla generosamente tu asiento en la necrópolis. Acepta esto; la muerte es nimia para nosotros, acepta esto, porque la vida es poderosa. Pero la casa de la muerte sirve a la vida.
Doctrina de Hordjedef

El resto del texto trata sobre el sitio de la tumba. En consecuencia, la casa de la eternidad era, en el caso ideal, una parcela para proporcionar los ingresos necesarios como ofrenda. En el Reino Antiguo, existía el cargo de "supervisor de la casa de la eternidad". Un sacerdote funerario se encargó de ofrecer las 'rentas de la casa de la eternidad': “Esto te será más útil que un hijo querido. Promueve esto más que a tus herederos. Recuerda lo que dicen, ningún heredero lo recuerda para siempre".

### Tumbas del templo

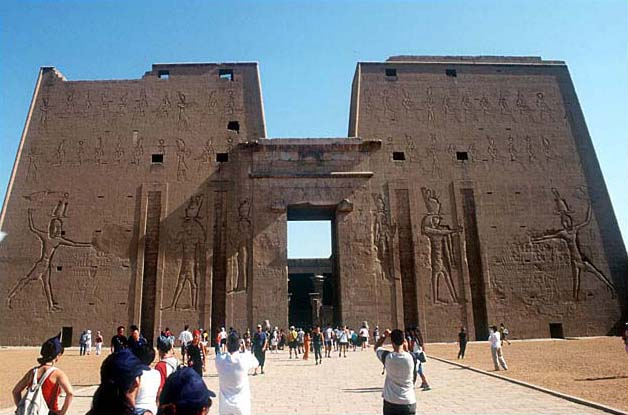
Dos pilones en Edfu

Desde el Reino Medio, hubo tumbas parecidas a templos. Fueron encontrados en todas partes de Egipto y están atestiguados al período tardío. Algunas de las tumbas del templo tenían una calzada y estaban rodeadas por un muro en el frente, donde se podían encontrar pilones. El mausoleo tenía un patio, opcionalmente decorado con columnas. Detrás de él, había una sala de culto con una estatua o una puerta.
Los complejos del Reino Medio se construyeron en parte en Lisht, con un gran estilo. En Tebas, existían variantes más pequeñas hechas de ladrillos de barro. En el Reino Nuevo, este tipo de tumba alcanzó su apogeo, especialmente en Saqqara, se encontraron y excavaron una gran cantidad de estas tumbas. Las paredes a menudo estaban decoradas con relieves y rara vez con pinturas. Las pequeñas pirámides también se innovaron en esta época.

### Tumbas de pozo y roca

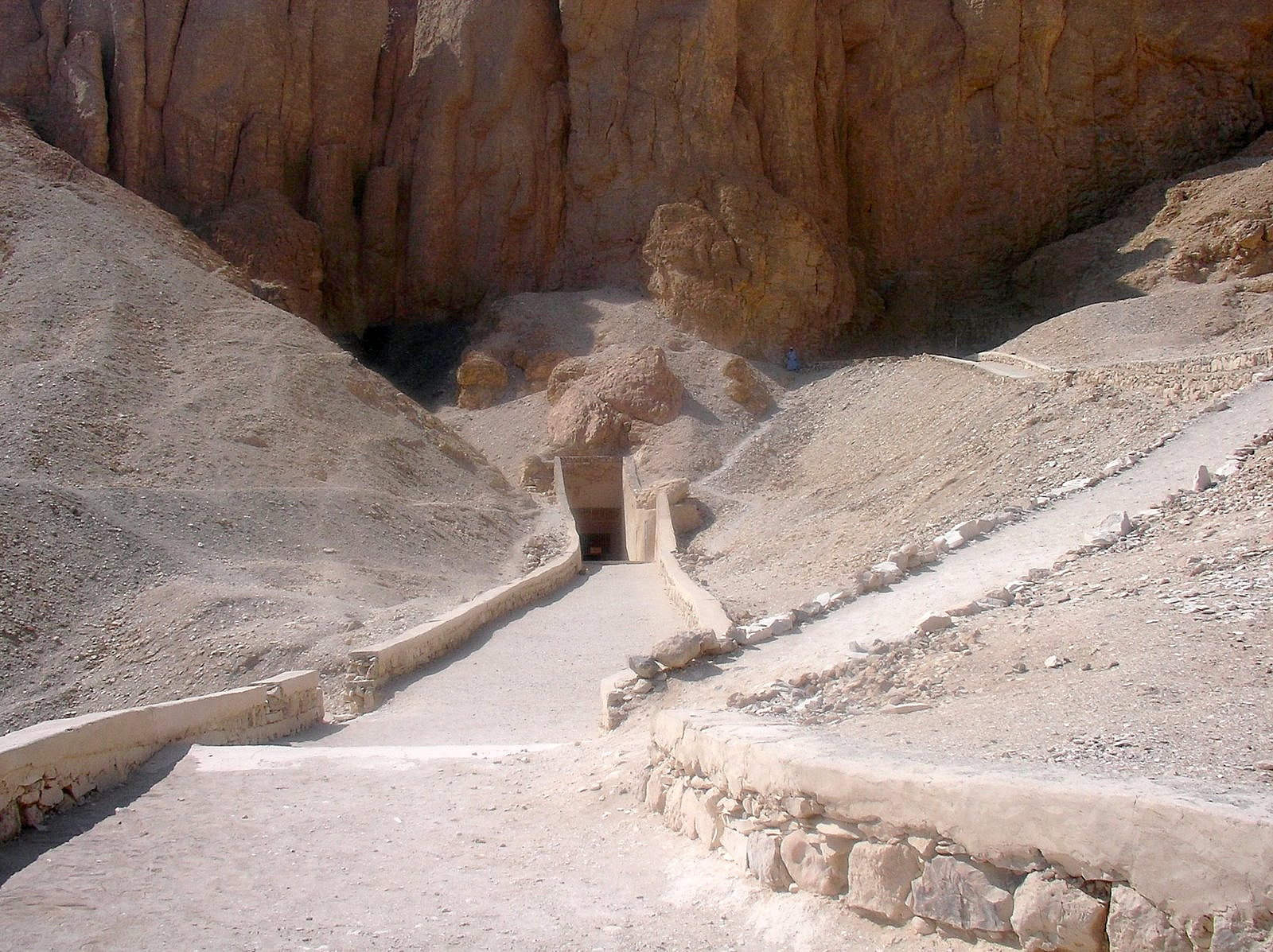
Entrada a una tumba en el Valle de los Reyes

La mayoría de los antiguos egipcios fueron enterrados en simples agujeros, o pozos, por razones económicas. El Valle de los Reyes es donde se ubican en particular las tumbas de los Reyes del Reino Nuevo (dinastías XIX y XX). El valle está ubicado en Tebas occidental, frente a Karnak, en el borde del desierto y está rodeado de altas montañas, a saber, por la pirámide de roca natural, El-Qurn ("El Cuerno"). Casi toda el área de Tebas occidental forma una vasta necrópolis, donde, hasta la fecha, se han encontrado 64 tumbas y otras minas.
En el Valle de las Reinas se pueden encontrar tres tipos básicos de tumbas. Las estructuras más antiguas son tumbas sencillas y sin decoración. Por lo general, estos tenían solo una cámara, más raramente, una o dos cámaras auxiliares. Las tumbas estándar generalmente constan de dos grandes salas consecutivas. Había hasta cinco cámaras auxiliares. Las tumbas solían estar ricamente decoradas.

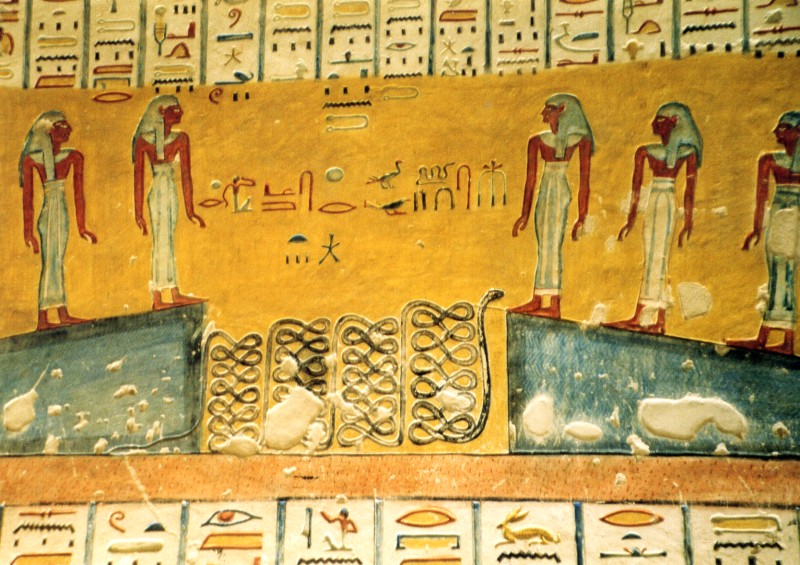
Pinturas en la tumba KV2 En el Valle de los Reyes

Ninguno de los complejos muestra los restos de una superestructura que normalmente se reservaba para el culto de los muertos. Estos probablemente se encuentran en el borde fértil y tienen la forma de pequeños templos. Hacia la época de Tutmosis III, en la tumba TT 131 del visir Useramon se escribió el siguiente texto, que en pocas palabras expresa "pensamiento orientado a resultados":

Me construí una excelente tumba en mi Ciudad de Abundancia de Tiempo (neheh). Equipé excelentemente el sitio de mi tumba de roca en el Desierto Eterno ( djet ). Que mi nombre permanezca en boca de los vivos, recordándome bien la gente en los años venideros. Este mundo es un poco justo para esto, pero la eternidad está en el Reino de los Muertos.
Tomb TT 131 Useramen